# Потоп (роман)
Вижте пояснителната страница за други значения на Потоп.
Потоп (на полски: Potop) е исторически роман от полския автор и Нобелов лауреат Хенрик Сенкевич, публикуван за първи път през 1886. Представлява втората част от Трилогията на автора, предшествана от С огън и меч (на полски: Ogniem i mieczem, 1884) и последвана от Пожар в степта (Пан Володйовски, 1888). В романът се разказва историята на измислени и реално съществували лица от Жечпосполита на фона на подробна социално-политическа панорама през историческия период, запомнен като Шведски потоп, част от Северни войни.

## Сюжет
Внимание:  Текстът по-долу разкрива сюжета на произведението (или части от него)!
Глави I – V
Романът започва с описание на родовете, живущи в областта Росьени, сред които най-стар и велемощен е този на Билевичувите. Александра Билевичувна, дъщеря на Главния ловец от Упита Пан Хераклиуш, е осиротяла и за нея се грижат всички шляхтички семейства в областта. Определено е тя да се омъжи за Андрей Кмита (на полски: Andrzej Kmicic, Анджей Кмичиц), тъй като бащите им са били първи приятели. При първата им среща Александра е омаяна от героя от Смоленската война. Въпреки това, тя се опасява от импулсивния характер на Анджей и неговите невъздържани спътници, сред които има откровени престъпници. В имението на Анджей в Любич се провеждат разгулни празненства и слуховете за непристойното поведение на велможата и неговата свита достигат до Панна Александра, наричана и Оленка. По време на нейно пътуване с шейна тя е известена за свиреп сблъсък между хората на Кмичиц и нейните хора в Упита относно провизии. Тя отива и порицава хората на годеника си, което предизвиква техния гняв. Те решават да се оплачат от Оленка на Анджей, но на път към него, в кръчмата в Дола, където се отбиват, те предизвикват сбиване с членове на рода Бутрим и са пребити до смърт.
Глави VI – X
Кмичиц се завръща във Водокти и се среща с Билевичувна. След спор тя го убеждава да прогони влияещите му зле спътници. Анджей се съгласява без да знае какво се е случило междувременно в Дола. Когато научава и вижда мъртвите тела на убитите си фругари, той е разярен и се хвърля да отмъщава, изгаряйки селото Волмонтовичи. Погнат от всички родове, Анджей се скрива при Оленка, която го кара да бяга и да се скрие извън Росьени.
Развитието на действието премества вниманието на читателя върху политическата обстановка в Обединеното полско-литовско кралство. Фокусът попада върху отношенията между Януш Радзивил (велик хетман на Литва) и Павел Капеха и техните поддръжници. Пан Володйовски е полски полковник и герой от предишни войни, възстановяващ се от раните си в дома на Пакош Гащовт в Лауда. Популярен сред всички, той е новата желана от родовете партия за Оленка след посрамването на Кмичиц. Анджей не се отказва от красивата си годеница и богатата ѝ зестра, поради което се завръща от изгнанието си и съумява да отвлече Оленка. Затваря се с нея в Любич под закрилата на наети от него казаци. Володйовски е рицар и повежда спасителен отряд, който обсажда похитителите. Двамата претенденти се изправят един срещу друг в дуел и знаменосецът на Орша (Анджей) е ранен. След като спасява Оленка, Пан Михал ѝ предлага брак, но тя отхвърля предложението, защото още обича Анджей въпреки греховете му.
Войната е на полския праг и всички способни войници са нужни. Радзивил изпраща заповед съдът над Кмичиц да се отложи и напротив, Володйовски да натовари знаменосеца със събирането на войска за нов полк. Полковникът посещава Анджей в Любич и го призовава да поправи греховете пред родовете и годеницата си с вярна служба на отечеството.
Глава XI – XV
Във Великополша нахлува шведска армия. Полската аристокрация в областта е поведена от Пан Кшищов Опалински, Войвода на Познан. В действителност дългите години мир са довели до загуба на рицарските навици от страна на полската шляхта и пораженчеството витае във въздуха. След като и не пристигат подкрепления, поляците решават да преговарят с агресора в лицето на главнокомандващия на шведската армия Витемберг. Великополската шляхта отхвърля властта на Ян II Кажимеж и запазва имотите си, приемайки Карл X за крал.
В Луково живее героят от Збараж и Украинската война Ян Скшетуски заедно със семейството си и стария боен другар Пан Заглоба. Станислав Скшетуски е младши офицер и братовчед на Ян, който посещава близките си и им носи мрачните вести за измяната на великополските първенци. Тримата рицари решават да потърсят Володйовски, с когото да се присъединят към последния останал достоен и способен пълководец принц Радзивил в Кейдани. Там научават, че дори при литовския хетман няма пълно единомислие и велможи като Пан Гошьевски и Пан Юдицки са арестувани от Радзивил. Принцът приема четиримата герои и те стават свидетели на срещата му с шведските посланици граф Льовенхаупт и барон Шите, на които не е показана опозиция. На дадения по-късно прием е призован и Кмичиц, който е заклет пред кръстта да следва принца до смърт. Анджей е реабилитиран пред Оленка и техния съюз е благословен като награда за лоялността му към принца. Тогава Радзивил обявява официално съюза си с шведите, а ужасените Скшетуски и Заглоба са хвърлени в затвор. 
Глави XVI – XXII
Повечето полски офицери, които са участвали в приема в Кейдани не подкрепят Радзивил. Подчинените им войски – унгарци и е част от драгуните на Mелешко и Харламп, се опитват да се противопоставят, но са избити от полка на Кмичиц. Радзивил е решен да екзекутира оскърбилия го Заглоба, но Анджей пледира за живота на стареца и така принцът решава да изпрати затворниците си на шведите в Бирже. По пътя, Заглоба подлъгва капитанът на охраната Рух Ковалски и бяга заедно с пленените полковници. Те са спасени от мъжете в Лауда и се отправят на юг при Войводата на Витебск Сапеха с надежда поне той да е останал верен на борбата. Кмичиц укрепва Кейдани и се вижда с Оленка отново, макар и като заложница. Володйовски отново пленява Кмичиц, но той е спасен отново от смърт. Този път от Заглоба, който е намерил писмо от Радзивил сред дрехите му, укоряващо го за това, че по-рано е спасил полковниците.
Глави XXIII – XXXIII
Кмичиц узнава, че Радзивил е наредил шведите да убият полковниците. На празник Оленка и Анджей са длъжни да седят един до друг без да могат да изразят истинските си чувства. Едно писмо пристига от княз Богуслав Радзивил, братовчед на принца, казвайки неговите земи в Подлесието са опустошени от шведите и Кмичиц получава посланическа мисия да Карл Густав там. По пътя той се запознава с принц Витковски и научава най-сетне за предателството на Радзивил. Той отвлича принц, но последният успява да избяга, ранявайки Кмичиц и убивайки двама от хората му. Анджей, който е загубил писмото от Радзивил до Карл Густав, решава да се престори на търговец до пруската граница и пише писмо до полковниците, в което ги предупреждава за стратегия на Радзивил. Във второ писмоп до самия Радзивил Анджей го го предупреждава да не се навреди на Оленка или той ще разкрие коварните му писма. Полковниците са предпазливи, но, след като получават писмото, подписано от Кмичиц, решават да се движат за Бялисток за да се концентрират силите на полско-литовската общност. Там Заглоба изненадващо е направен временен лидер и веднага започва да подготвя бойците и да организира на доставки и фортификации. Володйовски посреща войводата Сапеха с войската му.
Глави XXXIV – XXXVII
Радзивил трябва да чака шведските войски преди да отиде в Подлесието. Шведския потоп вече е залял Великополша, Малополша, дори столицата Краков е завладяна. Княз Богуслав пристига в Кейдани и укрепва духа на братовчед си, както и среща Оленка, която той лъжливо информира, че Анджей се е присъединил към полската войска, а Ян Казимир е потърсил убежище в Силезия. Пристига писмо от Сапеха, призоваващо Радзивилите да скъсат с Карл Густав и търсят прошка от Ян Казимир, но принцът решава да тръгне към Подлесье.
Анджей, сега преструващ се на католически благородник от Електорална Прусия, е разочарован от приказките на шляхтичите, които вече са се примирили с шведската власт. Той е принуден да продаде конете си да пруски комендант в замяна на получаването на пропуск до Варшава. Новини пристигат за падането на Краков и поражението на Чарнецки. Кмичиц бърза да стигне до столицата, но научава за тежкото шведско потисничество и грабежи, включително и от полски предатели, които в повечето случаи остава ненаказано. Шведски и немски грабители в близост до Сохачев обсаждат Струги. Кмичиц и хората му идват на помощ и отблъскват протесантите. Той най-накрая напуска за Ченстохова, изпълнен с надежда, когато научава, че Оленка е обещала да му бъде вярна.
Глави XXXVIII – XLI 
Шансовете на шведите се увеличават. Останалата част от полската армия е въстанала и има слухове, че подразделението на Конецполски се и присъединило към Карл Густав. Ян Казимир живее в Глогов с малката си свита, но дори и някои от тях го изоставят. В един хан Кмичиц дочува разговор на немски език между бохемския специален пратеник на императора на Германия и граф-наемник, сражаващ се за шведите. Те казват, че Ченстохова ще бъде разграбена за своите съкровища.
Kмичиц и отрядът му си проправят път натам – към свещения манастир Ясна гора и той лично предупреждава отец Кордецки. След малко враждебен прием в крепостта се взети защитни мерки, ръководени от Замойски и Чарнецки, използвайки оръдия доставени по-рано от Краков. Шведската сила, водена от генерал Милър пристига и обсадата започва на 18 ноември. Самият Kмичиц се наема да стреля с оръдия и успешно унищожава много шведски оръдия и войници. Обсадените правят изненадващ набег на 28 ноември и унищожават още две шведски оръдия. Чарнецки е впечатлен от уменията и куража на Анджей, особено когато той обезврежда шведски снаряд чрез премахване на заряда му.

## Главните герои
Исторически личности:
- Януш Радзивил

Принц на Tраби (1612 – 1655), е известен полско–литовски благородник и магнат. През целия си живот той заема различни постове в държавната администрация, включително и дворцов шамбелан на Литва (1633) и пълен хетман на Литва (1654). Той също е войвода на Вилнюс, както и староста на Жемайтия и Каменец.
В своето време той е един от най-могъщите хора в Жечпосполита, често се описва като де факто владетел на самото Велико литовско княжество. По време на „потопа“, шведското нашествие в Полша-Литва по време на Втората Северната война той се присъединява към шведския крал, подписвайки договора от Кедани. Тази стъпка, обаче, е в противоречие с него и с повечето други благородници, включително членове на собственото му семейство. Неговите войски претърпяват поражение в битката и сам той умира в обсадения замък в Тикоцине.
- Бохуслав Радзивил
- Павел Ян Сапега
- Ян II Кажимеж
- Стефан Чарнецки
- Йежи Себастиан Любомирски

Измислени герои (някои базирани на действителни исторически личности):
- Анджей Кмичиц
- Михал Володйовски
- Александра Билевичувна
- Ян Онуфри Заглоба
- Ян Скшетуски
- Станислав Скшетуски

## Филмови адаптации
Романът е адаптиран за киното от полския режисьор Йежи Хофман през 1974 г. в над петчасовата епична продукция „Потоп“, в която ролята на Анджей играе звездата на полското кино Даниел Олбрихски.